# Patriotismo (estación)
Patriotismo es una de las estaciones que forman parte del Metro de Ciudad de México, perteneciente a la Línea 9. Se ubica al poniente de la Ciudad de México, en el límite de las alcaldías Miguel Hidalgo y Cuauhtémoc.

## Información general
Recibe su nombre de la avenida Patriotismo en la que se encuentra ubicada y su emblema es una bandera de México, el principal símbolo nacional que sirve como identificación entre los mexicanos.

## Afluencia
La siguiente tabla muestra la afluencia de la estación en los últimos 10 años:
| Afluencia Anual de Pasajeros | Afluencia Anual de Pasajeros | Afluencia Anual de Pasajeros | Afluencia Anual de Pasajeros | Afluencia Anual de Pasajeros | Afluencia Anual de Pasajeros |
| ---------------------------- | ---------------------------- | ---------------------------- | ---------------------------- | ---------------------------- | ---------------------------- |
| Año                          | Afluencia                    | A Diario                     | Ranking                      | Incremento                   | Ref.                         |
| 2023                         | 5,593,287                    | 15,324                       | 82°/195                      | +7.99%                       | [ 2 ]                        |
| 2022                         | 5,179,243                    | 14,189                       | 85°/175                      | +36.45%                      | [ 3 ]                        |
| 2021                         | 3,795,726                    | 10,399                       | 79°/195                      | +1.14%                       | [ 4 ]                        |
| 2020                         | 3,753,074                    | 10,254                       | 99°/195                      | -43.38%                      | [ 5 ]                        |
| 2019                         | 6,628,532                    | 18,160                       | 99°/195                      | -0.39%                       | [ 6 ]                        |
| 2018                         | 6,654,316                    | 18,231                       | 98°/195                      | +2.87%                       | [ 7 ]                        |
| 2017                         | 6,468,546                    | 17,722                       | 103°/195                     | -1.24%                       | [ 8 ]                        |
| 2016                         | 6,549,633                    | 17,895                       | 103°/195                     | -1.49%                       | [ 9 ]                        |
| 2015                         | 6,648,752                    | 18,215                       | 101°/195                     | -0.80%                       | [ 10 ]                       |
| 2014                         | 6,702,496                    | 18,363                       | 100°/195                     | +0.18%                       | [ 11 ]                       |

## Salidas de la estación
- Norte: Eje 4 Sur Avenida Benjamín Franklin y Calle General Salvador Alvarado, colonia Hipódromo Condesa.
- Sur: Eje 4 Sur Avenida Benjamín Franklin y Calle General Salvador Alvarado, colonia Escandón.

## Sitios de interés
- Universidad La Salle